# Ottomar Benz
Ottomar Benz (* 7. Juni 1880 in Sonneberg; † 20. Januar 1960 in Berlin) war ein deutscher Politiker und Bankier.

## Leben
In Sonneberg im Herzogtum Sachsen-Meiningen geboren, legte der Sohn eines Oberforstrats ein juristisches und volkswirtschaftliches Studium an den Universitäten in München, Berlin und Jena ab. 1903 machte er seine Promotion zum Doktor. Nach einer Tätigkeit als Assessor am Landratsamt in Saalfeld war er von 1908 bis 1913 Bürgermeister in Hildburghausen und von 1914 bis 1917 Landrat vom Landkreis Sonneberg. 1915 berief man ihn als Sachsen-meiningischen Regierungsrat in die Landeshauptstadt Meiningen. Nach der Novemberrevolution wählte der Meininger Landtag am 12. November 1918 den parteilosen Ottomar Benz als beamteten Staatsrat in die neue Regierung vom Freistaat Sachsen-Meiningen. Hier übernahm er die Ressorts Finanzen und Staatsdomänen, die er auch von 1920 bis 1921 in der Gebietsregierung Sachsen-Meiningen vertrat. Gleichzeitig war er Staatsrat im neu gebildeten Land Thüringen, wo er die Funktion des Finanzministers ausübte. 1922 wurde Benz Vorstandsmitglied der Bank für Thüringen in Meiningen und anschließend Direktionsmitglied der Disconto-Gesellschaft, die 1926 die Bank für Thüringen übernahm. Ab 1929 war er für die Deutsche Bank in der Hauptniederlassung Berlin tätig, die mit der Disconto-Gesellschaft fusionierte. Nach dem Zweiten Weltkrieg war Ottomar Benz von 1945 bis 1955 Vorstandsmitglied der Deutschen Centralbodenkredit-AG in Berlin (West), anschließend ging er in den Ruhestand.